# Full Suspension

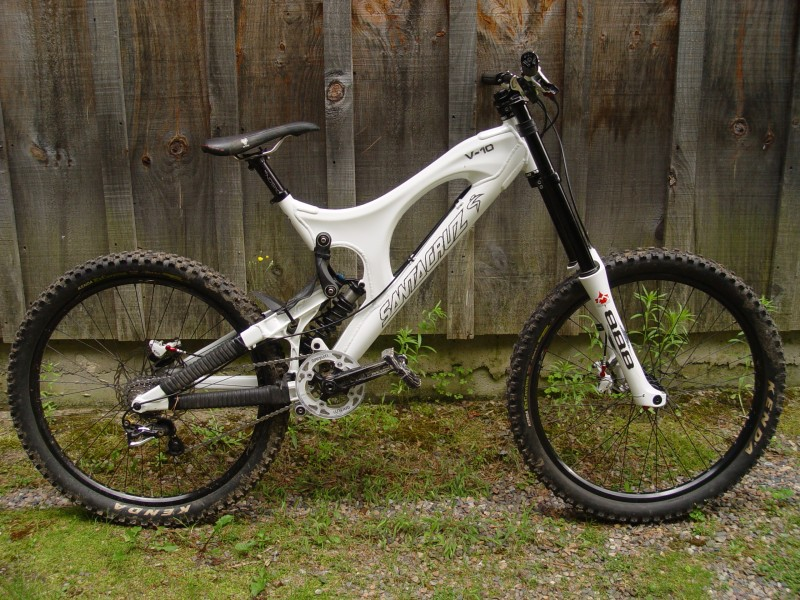
Przykładowy full

Full lub Full Suspension (z ang. pełne zawieszenie) – typ roweru górskiego, który ma 2 amortyzatory – przedni i tylny, nazywany także damperem. Stosowanie takiej ramy pozwala na sprawniejsze poruszanie się w trudnym terenie. Pierwszy rower z pełną amortyzacją został skonstruowany przez Gary’ego Fishera. Przeciwieństwem do roweru w pełni amortyzowanego jest hardtail.

## Podział

### Cztero-zawiasowe
System uznawany za najbardziej czuły i aktywny ze wszystkich, aczkolwiek wymagający w pewnych sytuacjach stosowania blokady pracy amortyzatora.

### Trój-zawiasowe
Będący rozwiązaniem najbliższym ideałowi, zwłaszcza dla entuzjastów Cross Country. Stosowanie blokady jest całkowicie zbędne, bowiem pedałowanie nie aktywuje pracy tylnego zawieszenia w żadnych okolicznościach.

### Jedno-zawiasowe
Najprostszy mechanicznie, trwały i niezawodny, aczkolwiek niezbędnym jest stosowanie amortyzatorów z systemem SPV, eliminujących pochłanianie energii pedałowania przez amortyzator. Najczęściej jest on stosowany w najtańszych rowerach.